# Sótony, Vas
Sótony  este un sat în districtul Sárvár, județul Vas, Ungaria, având o populație de 667 de locuitori (2011). 

## Demografie
Componența etnică a satului Sótony
     Maghiari (99,48%)
     Romi (0,52%)
Componența confesională a satului Sótony
     Romano-catolici (79,76%)
     Necunoscută (19,19%)
     Alte religii (1,05%)
Conform recensământului din 2011, satul Sótony avea 667 de locuitori. Din punct de vedere etnic, majoritatea locuitorilor (99,48%) erau maghiari.  Din punct de vedere confesional, majoritatea locuitorilor (79,76%) erau romano-catolici. Pentru 19,19% din locuitori nu este cunoscută apartenența confesională.